# Süseler Baum
Süseler Baum ist ein Ortsname in der Gemeinde Süsel in Schleswig-Holstein. Der Name erinnert an ein Chausseehaus an der 1844 erbauten Altona-Neustädter Chaussee (Strecke nach Eutin). Der Begriff Baum ist mit Schranke beziehungsweise Schlagbaum gleichzusetzen. Am Ort der ehemaligen Wegezollstelle kreuzen heute Bundesstraße 76 und Landesstraße 309. Außerdem gibt es in der Ortslage eine Wasserskianlage und ein Gewerbegebiet. Süseler Baum bezeichnet auch einen Reitsport- und Förderverein bei Süsel.